# Дженніфер Різзотті
Дженніфер Різзотті (англ. Jennifer Rizzotti, 15 травня 1974) — американська баскетболістка і тренерка.
Переможниця Кубка Джонса 1996 року.
Як головна тренерка: переможниця юнацького чемпіонату світу (U-19) 2011 року.